# Remigiusz Szuman
Remigiusz Szuman (ur. 27 listopada 1970 w Poznaniu) – polski gitarzysta, kompozytor, wokalista i autor tekstów, osoba niewidząca od pierwszego roku życia. Współpracował min. z takimi artystami jak Marek Piekarczyk, Mateusz Pospieszalski, Łukasz Drapała, Robert „Litza” Friedrich, Maciej Jahnz, Leszek Cichoński, Kenny Carr. Jest liderem zespołów: Szumni i Niewidzialność Remigiusza Szumana

## Wykształcenie
Absolwent Akademii Muzycznej we Wrocławiu im. Karola Lipińskiego w klasie gitary Jaremy Klicha.

## Nagrody
- trzecie miejsce w XXX Ogólnopolskim Spotkaniu Młodych Autorów i Kompozytorów SMAK im. Jonasza Kofty w Myśliborzu (2008)[7]
- wyróżnienie na festiwalu piosenki autorskiej „AKUSTYCZE Ń 2009” (2009)[7]
- miejsce wśród finalistów Międzynarodowego Festiwalu Bardów OPPA (2009)[7]
- pierwsza nagroda – GRAND PRIX – na ogólnopolskim Festiwalu Piosenki Nieobojętnej „Włóczęga” w Zielonej Górze (2010)[7]
- wyróżnienie na XIX Festiwalu Piosenki Poetyckiej „Kwiaty na kamieniach” w Bytomiu (2010)[7]
- wyróżnienie w XXXVII Ogólnopolskich Spotkaniach Zamkowych „Śpiewajmy Poezję” w Olsztynie (2010)[7]
- nagroda „Małe Sito Nadziei” na III Festiwalu Piosenki Innej w Lubawie, na XXII Biłgorajskich Spotkaniach z Poezją Śpiewaną (2010)[7]
- wyróżnienie na XI Ogólnopolskim Przeglądzie Piosenki Poetyckiej w Oleśnie (2010)[7]
- I nagroda Powiatu Poznańskiego za osiągnięcia w dziedzinie twórczości artystycznej, upowszechniania i ochrony kultury w 2010 roku (2010)[7]
- II nagroda Festiwalu Piosenek Jacka Kaczmarskiego „Źródło wciąż bije” w Bydgoszczy (2012)[8]
- I nagroda festiwalu Pieśniarze Niepokorni we Wrocławiu (2013)[9][10]
- Nagroda dla Najlepszego instrumentalisty oraz II miejsce w pierwszej edycji Konkursu Polskiej Piosenki Autorskiej „NATCHNIENIE 2016”[11]

## Dyskografia
- Opowieści Frontowe (2011, CD)[4]
- Nie tak (2018, CD) z zespołem Szumni[1][12][13][14]
- Tak nie (2021, CD) z zespołem Szumni[12][13][14]
- Chwila (2022, CD) z zespołem Niewidzialność Remigiusza Szumana[15][14]

## Działalność społeczna
- Pomysłodawca i dyrektor pierwszych dwóch edycji festiwalu Ogólnopolskie Dni Artystyczne z Gitarą[16]
- Członek komisji rewizyjnej w Stowarzyszeniu Dom Muzyki (nr KRS 0000207749) wspierającym działalność artystów niepełnosprawnych[17]
- Udział w kampanii Stowarzyszenia Przyjaciół Integracja „Nie chcę być strażakiem” promującej zatrudnianie osób niepełnosprawnych[18]

## Inne aktywności
- Uczestnik XI edycji programu Must Be The Music Polsat[19]
- Utwór "Opowieści Frontowe" został wykorzystany w filmie "Niech się Polska przyśni Tobie", reż: I. Kamila Plumińska-Błoszyk II. Dariusz Machelski, Joanna Nowaczyk[20]